# Miridiba koreana
Miridiba koreana är en skalbaggsart som beskrevs av Niijima och Sôichirô Kinoshita 1923. Miridiba koreana ingår i släktet Miridiba och familjen Melolonthidae. Inga underarter finns listade i Catalogue of Life.